# Manju Ray
Pour les articles homonymes, voir Ray.
Manju Ray, née le 1er janvier 1947, est une biochimiste indienne spécialisée en enzymologie moléculaire et biochimie du cancer. Elle est connue pour son travail dans le développement de médicaments anticancéreux et la compréhension de procédés de différenciation des cellules moléculaires.

## Biographie
Ray obtient son master en physiologie en 1969 et son doctorat en biochimie en 1975 à l'Université de Calcutta. Elle commence sa carrière au département de biochimie de l'Association indienne de culture des sciences (IACS) où elle devient professeure. Elle est scientifique émérite au Bose Institute du Conseil de la recherche scientifique et industrielle (CSIR). Ses travaux de recherche menés durant une grande partie de sa carrière en collaboration avec une équipe de scientifiques et docteurs au Jadavpur, le département de biochimie de l'IACS, mènent au développement réussi d'un médicament pour le traitement du cancer.

## Prix
- Médaille du Jeune Scientifique de l'Académie Nationale des Sciences de l'Inde (INSA)[5] en Sciences Biologiques en 1975
- Prix Shanti Swarup Bhatnagar pour la science et la technologie en science biologiques en 1989
- Prix de Dr I.C. Mémorial de Chopra
- Prix Dr Mémorial de Jnan Chandra Ghosh[6]

## Publications
- (en) avec Jyotsnabaran Halder, Samir K. Dutta et Subhankar Ray, « Inhibition of respiration of tumor cells by methylglyoxal and protection of inhibition by lactaldehyde », International Journal of Cancer, vol. 47, no 4,‎ 20 février 1991, p. 603–609 (ISSN 0020-7136 et 1097-0215, PMID 1995489, DOI 10.1002/ijc.2910470421, lire en ligne, consulté le 8 août 2025)
- (en) avec S. Ray, S. Dutta et J. Halder, « Inhibition of electron flow through complex I of the mitochondrial respiratory chain of Ehrlich ascites carcinoma cells by methylglyoxal », Biochemical Journal, vol. 303, no 1,‎ 1er octobre 1994, p. 69–72 (ISSN 0264-6021 et 1470-8728, PMID 7945267, PMCID 1137558, DOI 10.1042/bj3030069, lire en ligne, consulté le 8 août 2025)
- (en) avec K. Misra, A. B. Banerjee et S. Ray, « Glyoxalase III from Escherichia coli : a single novel enzyme for the conversion of methylglyoxal into d -lactate without reduced glutathione », Biochemical Journal, vol. 305, no 3,‎ 1er février 1995, p. 999–1003 (ISSN 0264-6021 et 1470-8728, PMID 7848303, PMCID 1136357, DOI 10.1042/bj3050999, lire en ligne, consulté le 8 août 2025)
- (en) avec Subhankar Ray, « Methylglyoxal: From a putative intermediate of glucose breakdown to its role in understanding that excessive ATP formation in cells may lead to malignancy », Current Science, vol. 75, no 2,‎ 1998, p. 103–113 (ISSN 0011-3891, lire en ligne, consulté le 8 août 2025)
- (en) avec Swapna Bagui et Subhankar Ray, « Glyceraldehyde‐3‐phosphate dehydrogenase from Ehrlich ascites carcinoma cells: Its possible role in the high glycolysis of malignant cells », European Journal of Biochemistry, vol. 262, no 2,‎ juin 1999, p. 386–395 (ISSN 0014-2956 et 1432-1033, PMID 10336623, DOI 10.1046/j.1432-1327.1999.00384.x, lire en ligne, consulté le 8 août 2025)

## Crédit de traduction
- (en) Cet article est partiellement ou en totalité issu de l’article de Wikipédia en anglais intitulé « Manju Ray » (voir la liste des auteurs).